# Antoine de Cea
Antoine de Cea OCart (* um 1554; † Oktober 1609) war ein römisch-katholischer Ordenspriester und ernannter Bischof.
Er war Mitglied des Kartäuserordens. Er wurde am 16. September 1609 zum Bischof von Funchal auf Madeira, das zum Königreich Portugal gehörte, ernannt. Er starb, bevor er die Bischofsweihe empfangen hatte.